# Джабу
Джабу (крим.: Cabu, Джабу) — ліквідоване село в Джанкойському районі Криму, що розташовувалося на півночі району, в степовій частині Криму, приблизно в 700 м на південь від сучасного села Яснополянське.

## Динаміка чисельності населення
| - 1805 — 108 ос. - 1864 — 17 ос. - 1889 — 21 ос. | - 1900 — 41 ос. - 1915 — 64/3 ос. - 1926 — 110 ос. |

## Історія
Перша документальна згадка села зустрічається в Камеральному Описі Криму… 1784 року, судячи з якого, в останній період Кримського ханства Джабу входив до Діп Чонгарського кадилика Карасубазарського каймаканства . Після анексії Кримського ханства Росією (8) 19 квітня 1783 року, (8) 19 лютого 1784 року, іменним указом Катерини II сенату, на території колишнього Кримського Ханства була утворена Таврійська область і села були приписані до Перекопського повіту. Після Павловських реформ, з 1796 по 1802 рік, входили до Перекопського повіту Новоросійської губернії. За новим адміністративним поділом, після створення 8 (20) жовтня 1802 Таврійської губернії, Джабу було включене до складу Біюк-Тузакчинської волості Перекопського повіту.
За Відомістю про всі селища в Перекопському повіті, що складаються з показанням в якій волості скільки числом дворів і душ … від 21 жовтня 1805 в селі Джабу вважалося 17 дворів і 108 жителів кримських татар. На військово-топографічній карті 1817 року село не позначено, але, згідно з «Відомістю про казенні волості Таврійської губернії 1829 року», складеною після реформи волосного поділу 1829 року, Джабу залишився у складі Тузакчинської волості. На карті 1836 в селі 16 дворів. На карті 1836 в селі 16 дворів. Потім, мабуть, в результаті еміграції кримських татар, село помітно спорожніло і на карті 1842 Джабу позначений умовним знаком «мале село», тобто менше 5 дворів.
У 1860-х роках, після земської реформи Олександра II, село приписали до Ішуньської волості. У «Списку населених місць Таврійської губернії за відомостями 1864 року», складеному за результатами VIII ревізії 1864 року, Джабу — власницьке село, з 2 дворами і 17 жителями при колодязях, на триверстової карті 1865-18 2 двори, а, за «Пам'ятною книжкою Таврійської губернії за 1867 рік», село було покинуте жителями в 1860—1864 роках, в результаті еміграції кримських татар, особливо масової після Кримської війни 1853—1856 років, до Туреччини і залишалося у руїнах. У «Пам'ятній книзі Таврійської губернії 1889», за результатами Х ревізії 1887, в селі, вже, мабуть, заселеному вихідцями з материка, було 3 двори і 21 житель.
Після земської реформи 1890 року Джабу віднесли до Богемської волості, але в «…Пам'ятній книжці Таврійської губернії на 1892» селище не згадується. За «…Пам'ятною книжкою Таврійської губернії на 1900 рік» на хуторі Джаба товариства селян складалося з 41 особи у 5 дворах. На 1914 в селищі діяла земська школа. За Статистичним довідником Таврійської губернії. ч. Друга. Статистичний нарис, випуск п'ятий Перекопський повіт, 1915 рік, у селі Джаба Богемської волості Перекопського повіту було 6 дворів з кримськотатарським населенням у кількості 64 осіб приписних жителів і 3 — «сторонніх».
Після встановлення в Криму Радянської влади за постановою Кримрівкому від 8 січня 1921 року № 206 «Про зміну адміністративних кордонів» було скасовано волосну систему і у складі Джанкойського повіту було створено Джанкойський район. У 1922 повіти перетворили на округи. 11 жовтня 1923 року, за постановою ВЦВК, до адміністративного поділу Кримської АРСР було внесено зміни, внаслідок яких округи було ліквідовано, основною адміністративною одиницею став Джанкойський район і село включили до його складу. За Списком населених пунктів Кримської АРСР по Всесоюзному перепису 17 грудня 1926 року, в селі Джаба Тереклинської сільради Джанкойського району, був 21 двір, всі селянські, населення становило 110 осіб, з них 104 росіян, 4 українці, 2 записані в графі «інші». На однойменному хуторі — 2 двори та 7 осіб, усі росіяни. Село Джаба, як досить велике, позначено на 5-кілометровій карті 1938 року і на кілометровій карті Генштабу 1941 року, але вже на докладній карті РСЧА північного Криму 1941 на місці селища — птахоферма і кошара, а на двокілометровій РККА 1942 його взагалі село відсутнє .